# Tranmoa
Tranmoa (Pachyornis geranoides) är en förhistorisk utdöd fågel i familjen mindre moafåglar inom ordningen moafåglar. Liksom alla moafåglar förekom den tidigare i Nya Zeeland, denna art enbart på Nordön. Den tros ha dött ut någon gång mellan 1350 och 1450, framför allt på grund av jakt från människan.

## Utseende
Fågeln var liksom övriga arter i Pachyornis oerhört kraftig med massiva korta ben och en trubbig näbb. Storlekskillnaderna mellan könen var också väldigt stora, så pass att de tidvis betraktats som skilda arter, Pachyornis mappini respektive P. septentrionalis. Hanen var ungefär en meter hög och vägde 17–30 kg, medan honan var både högre och mycket tyngre, mellan 40 och 100 kg. Trots sin massiva storlek var tranmoan minst i släktet och i konkurrens med den slankare buskmoan (Anomalopteryx didiformis) minst av alla moafåglar. 

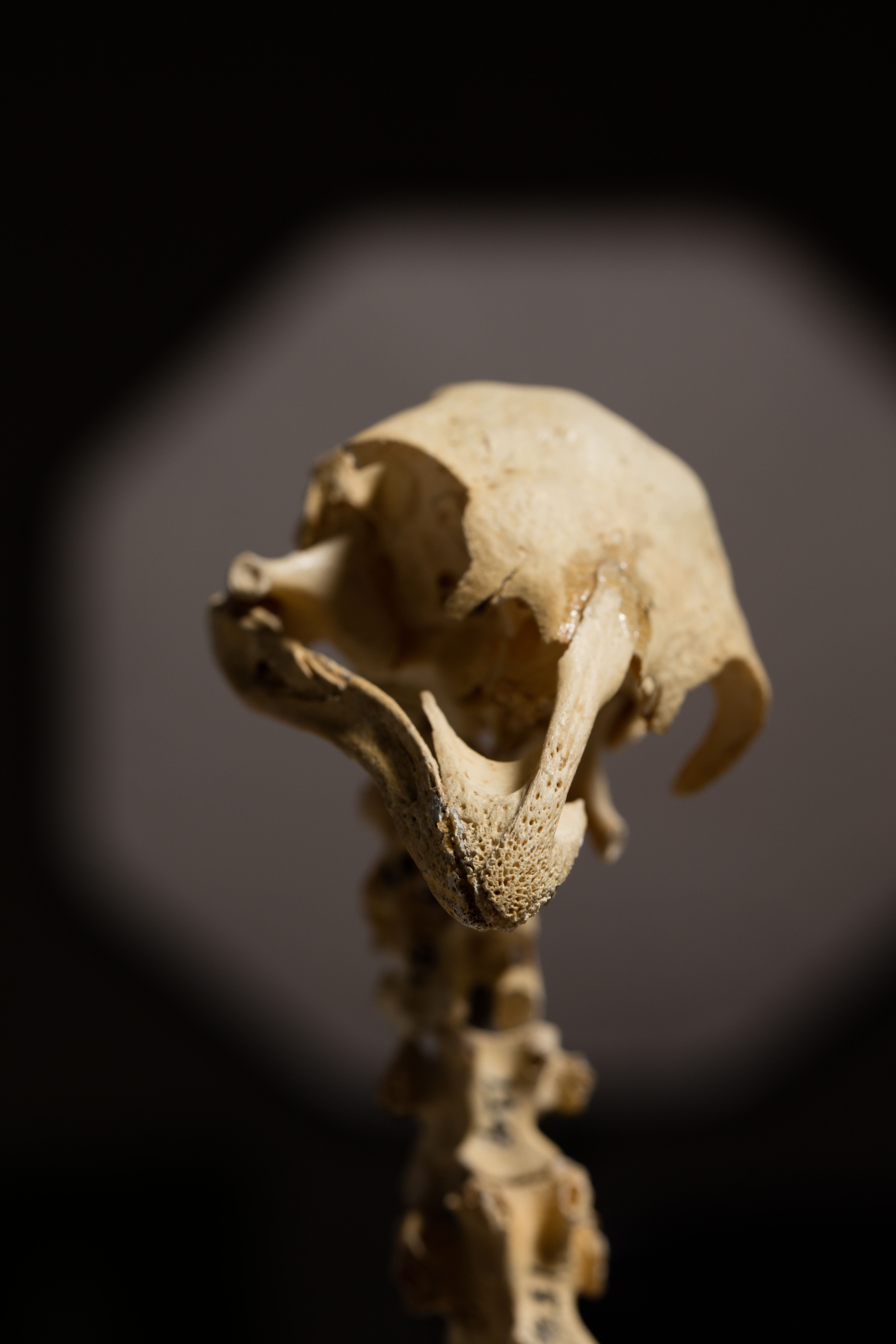
Närbild av huvudet.

## Utbredning och biotop
Liksom alla moafåglar fanns tranmoan enbart i Nya Zeeland. Subfossila lämningar visar att arten var begränsad till låglänta områden på Nordön, inklusive Far North, kustnära Taranaki och  Hawke's Bay. Den bebodde troligen framför allt i våtmarker och dynlandskap.

## Levnadssätt
Inte är mycket är känt om fågelns levnadssätt. Dess kraftiga näbb indikerar att den levde av relativt grov växtlighet. Den var troligen ett byte för utdöda nyazeelandkärrhöken.

### Häckning
Det lilla man vet om moafåglars häckning generellt tros även kunna appliceras på tranmoa. Arten häckade i par väl skilda från andra och la få ägg som ruvades länge och enbart av hanen. Ungarna tog lång tid att uppnå könsmogen ålder.

## Utdöende
Tranmoa dog ut mellan år 1350 och 1450. Främsta orsaken till utdöendet tros vara ohållbar jakt från människan. Lämningar är mycket vanliga i arkeologiska utgrävningsplatser, vilket tyder på att den jagades i stor omfattning för mat. Moaungar kan också ha fallit offer för den införda polynesiska hunden kuri. 

## Namn
Arten kallades tidigare Mantells moa, efter Walter Mantell (1820–1895), en nyzeeländsk naturforskare och politiker. Han grundade New Zealand Institute och var en känd samlare av moalämningar.